# Теркая
Теркая (рум. Tărcaia) — село у повіті Біхор в Румунії. Адміністративний центр комуни Теркая.
Село розташоване на відстані 379 км на північний захід від Бухареста, 59 км на південний схід від Ораді, 95 км на захід від Клуж-Напоки, 130 км на північний схід від Тімішоари.

## Населення
За даними перепису населення 2002 року у селі проживали 1188 осіб.
Національний склад населення села:
| Національність | Кількість осіб | Відсоток |
| -------------- | -------------- | -------- |
| угорці         | 1161           | 97,7%    |
| румуни         | 24             | 2,0%     |

Рідною мовою назвали:
| Мова      | Кількість осіб | Відсоток |
| --------- | -------------- | -------- |
| угорська  | 1163           | 97,9%    |
| румунська | 25             | 2,1%     |